# 한난 대학
한난 대학(일본어: 阪南 大学)은 일본 오사카부 마쓰바라시에 위치한 사립 대학이다.